# Liste der Automobilausstellungen
Automobilausstellungen, also Fachmessen für PKW und LKW finden in regelmäßigen Abständen in vielen Industrienationen statt.

## A-Messen
Als A-Messen bezeichnet man die fünf weltweit bedeutendsten Automobilausstellungen:
- Genfer Auto-Salon (GIMS) in Genf (2023 in Doha, Katar; 2024 definitiv eingestellt)
- Internationale Automobil-Ausstellung (IAA Mobility) in München
- Pariser Autosalon (Mondial Paris Motor Show) in Paris
- North American International Auto Show (NAlAS) in Detroit
- Tokyo Motor Show in Tokio

## Weitere Ausstellungen
- Auto China in Beijing
- Auto Expo in New Delhi
- Automechanika in Frankfurt
- Auto Mobil International in Leipzig
- Automobil- und Tuningmesse Erfurt
- Auto/Moto Salon in Brüssel
- Auto Shanghai in Shanghai
- Autosport International Show in Birmingham
- Bangkok International Motor Show
- Bologna Motor Show
- British International Motor Show in London
- Canadian International AutoShow in Toronto
- Chengdu Auto Show
- Chicago Auto Show
- Dubai International Motor Show
- Essen Motor Show in Essen
- Festival Automobile International in Paris
- Guangzhou Auto Show
- LA Auto Show in Los Angeles
- MIMS (Moscow International Motor Show) in Moskau
- New York International Auto Show in New York City
- Qatar Motor Show in Doha
- Reisen & Caravan in Erfurt
- Retro Classics in Stuttgart
- São Paulo International Motor Show
- Seoul Motor Show
- Techno-Classica in Essen
- Top Marques in Monaco
- Tuning World Bodensee in Friedrichshafen
- Turiner Autosalon in Turin
- Veterama in Mannheim
- Vienna Autoshow in Wien